# Branimir Cipetić
Branimir Cipetić (Split, 1995. május 24. –) bosnyák válogatott labdarúgó, a Kisvárda hátvédje.

## Pályafutása

### Klubcsapatokban
Cipetić a horvát Hajduk Split és a spanyol Alicante akadémiáin nevelkedett. Eleinte spanyol amatőr csapatoknál futballozott (Torrevija, Elche B), majd 2017-ben csatlakozott a spanyol harmadosztályú Vitoria csapatához, ahol 2017 és 2019 között hatvankét bajnoki mérkőzésen hat gólt szerzett. 2019 nyarán a bosnyák élvonalbeli Široki Brijeg csapatához szerződött. 2021 januárja és 2023 nyara között a horvát élvonalbeli Lokomotiva Zagrebban futballozott, nyolcvanhárom bajnoki mérkőzésen lépett pályára. 2023 júniusában a magyar élvonalbeli Kisvárda szerződtette.

### A válogatottban
A bosznia-hercegovinai labdarúgó-válogatottban 2020. szeptember 4-én debütált egy Olaszország elleni Nemzetek Ligája mérkőzésen.

#### Mérkőzései a bosnyák válogatottban
| #  | Dátum               | Ellenfél       | Eredmény           | Kiírás              | Esemény |
| -- | ------------------- | -------------- | ------------------ | ------------------- | ------- |
| 1. | 2020. szeptember 4. | Olaszország    | 1 – 1              | Nemzetek Ligája     |         |
| 2. | 2020. október 8.    | Észak-Írország | 1 – 1 (t.e. 3 – 4) | Eb-pótselejtező     |         |
| 3. | 2020. október 14.   | Lengyelország  | 0 – 3              | Nemzetek Ligája     |         |
| 4. | 2021. március 27.   | Costa Rica     | 0 – 0              | barátságos mérkőzés |         |
| 5. | 2021. június 6.     | Dánia          | 0 – 2              | barátságos mérkőzés | 61'     |
| 6. | 2021. szeptember 1. | Franciaország  | 1 – 1              | Vb-selejtező        | 64'     |
| 7. | 2021. szeptember 4. | Kuvait         | 1 – 0              | barátságos mérkőzés |         |

## Sikerei, díjai
Lokomotiva Zagreb
- Aréna kupa (1): 2023
- Aréna kupa ezüstérmes (1): 2022

 Kisvárda FC
- NB II bajnok (1): 2024–25